# مارك ميتشيل (متزلج سريع)
مارك ميتشيل (بالإنجليزية: Mark Mitchell)‏ هو متزلج سريع أمريكي، ولد في 6 أبريل 1961 في منيابولس في الولايات المتحدة.

## وصلات خارجية
- مارك ميتشيل على موقع SpeedSkatingNews.info (الإنجليزية)
- مارك ميتشيل على موقع أوليمبيديا (الإنجليزية)